# Carola Rosema-Pesman
Carola Rosema-Pesman (1959) is een Nederlands voormalig handbalspeelster.

## Leven en werk
Rosema-Pesman werd geboren als Carola Pesman. Ze speelde reeds op zesjarige leeftijd handbal, bij de Groningse handbalclub VlugHeid en Kracht. Later verruilde ze Groningen voor Roermond en speelde bij de club Swift Roermond. In 1981 werd Rosema-Pesman opgenomen in het Nederlands handbalteam en speelde in datzelfde jaar in de Deense plaats Farsø op het B-wereldkampioenschap, alwaar ze twee doelpunten maakte.